# Filialkirche Treffling (Mölbling)

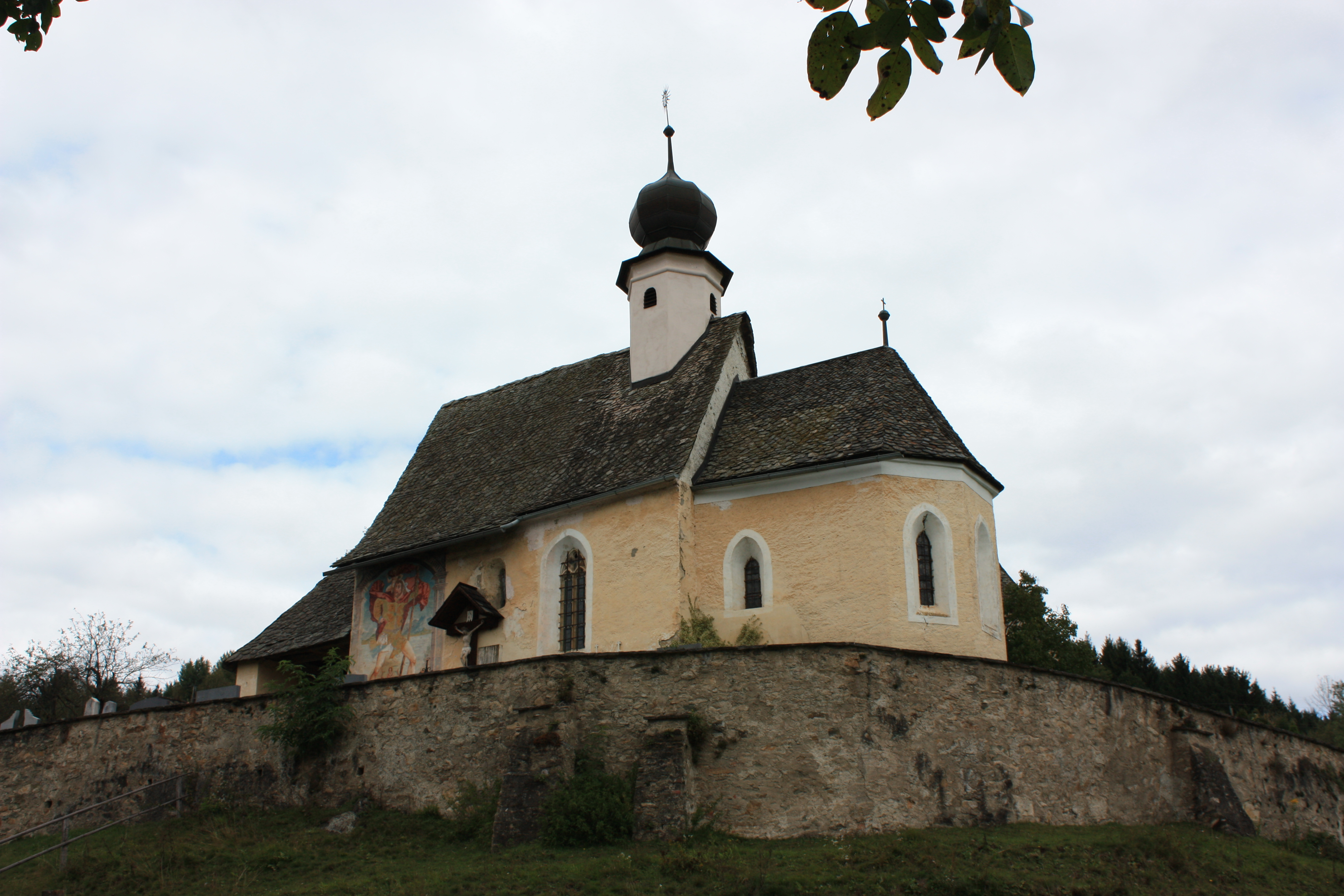
Filialkirche Treffling

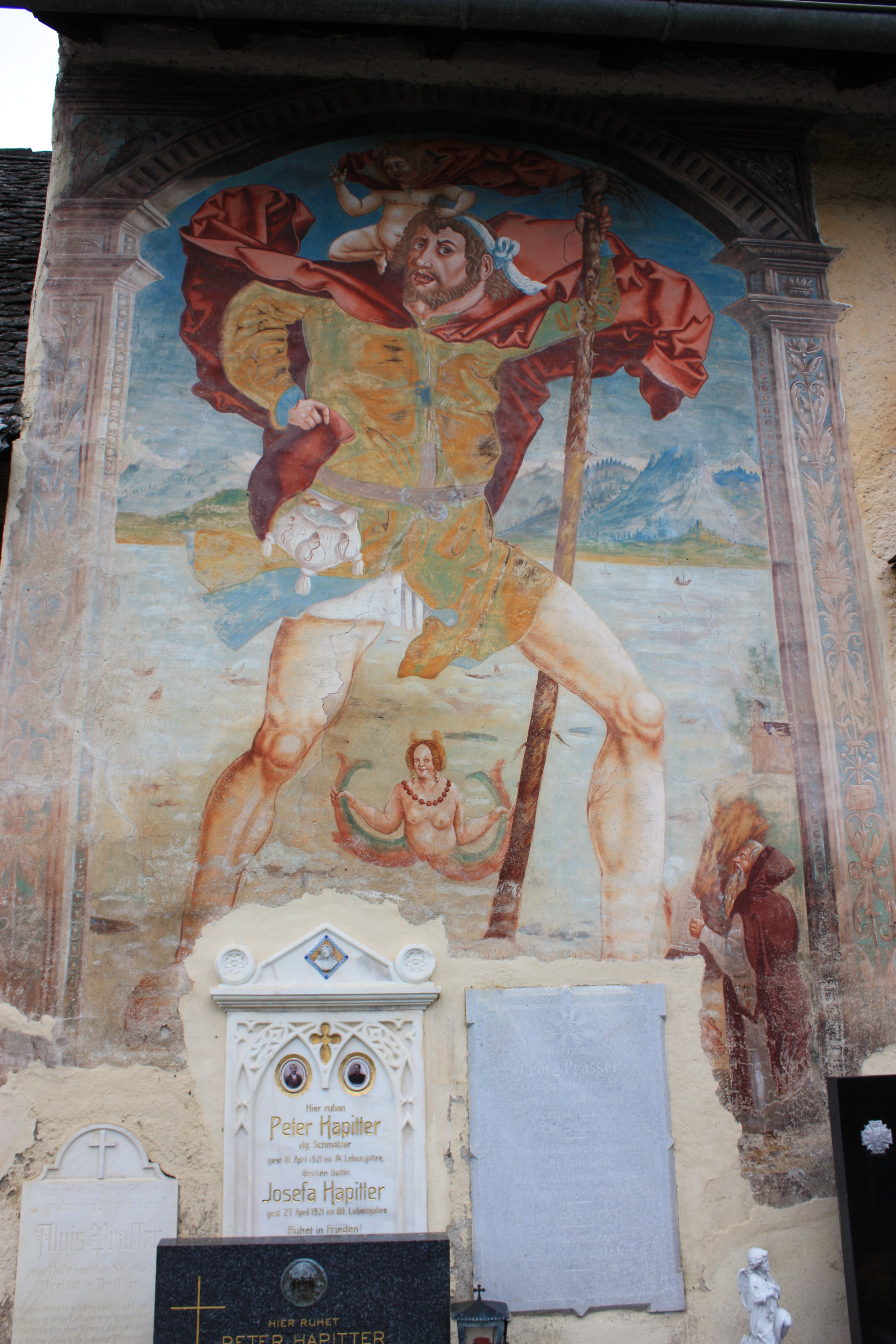
Heilige Christophorus

Die dem heiligen Michael geweihte römisch-katholische Filialkirche Treffling in der Gemeinde Mölbling gehört zur Pfarre Meiselding. Die Kirche wurde erstmals zwischen 1060 und 1076 erwähnt und war wohl eine Eigenkirche der Eppensteiner. Eine weitere Chorweihe fand 1440 statt.

## Baubeschreibung
Die Kirche ist ein kleiner, in den Mauern des Langhauses romanischer Bau mit einem eingezogenen, gotisch erweiterten Chor und einer gotischen Sakristei an der Nordseite des Chores. Der achtseitige Dachreiter wird von einem Zwiebelhelm bekrönt. Eine Glocke goss 1646 Lorenz Pez. Die Dächer sind mit Steinplattln gedeckt. An der Südwand befinden sich ein um 1520/1530 gemaltes Christophorusfresko mit Renaissancebordüren und ein Kruzifix aus dem 17. Jahrhundert. Eine Vorlaube auf gemauerten Pfeilern schützt das spätgotische Westportal.
Die spätgotische Flachdecke im Langhaus weist patronierte Leisten auf. Ein rundbogiger Triumphbogen verbindet das Langhaus mit dem Chor. Über dem einjochigen Chor mit Fünfachtelschluss erhebt sich ein Kreuzgratgewölbe. Im Chor ist eine gotische Sakramentsnische mit schmiedeeisernem Gitter erhalten. Ein spitzbogiges Portal mit einer Tür mit spätgotischen Türbeschlägen führt in die kreuzgratgewölbte Sakristei.
Der Chor besitzt Spitzbogenfenster, das Langhaus ein romanisches Fenster. An der Südseite des Langhauses ist ein zweibahniges Maßwerkfenster, in dessen Laibung Rankenmalerei sowie Darstellungen von Kain und Abel, des heiligen Florian und das Schweißtuch der Veronika aus der ersten Hälfte des 15. Jahrhunderts zu sehen sind.

## Einrichtung
Der Hochaltar von 1670 besteht aus einer Ädikula über einem Sockel, einem geschweiften Giebel und einer kleinen Ädikula mit Konsolpilaster als Aufsatz. Der Altar trägt die Figur des heiligen Georg sowie seitliche Engelsfiguren. Der linke, um 1725 entstandene Seitenaltar birgt die Figur des heiligen Oswald. Der um 1725 errichtete rechte Seitenaltar trägt eine Marienstatue und zeigt im Oberbild den heiligen Florian. Zur weiteren Ausstattung der Kirche zählen ein Weihwasserbecken von 1435 und ein barockes Kruzifix aus der ersten Hälfte des 18. Jahrhunderts.

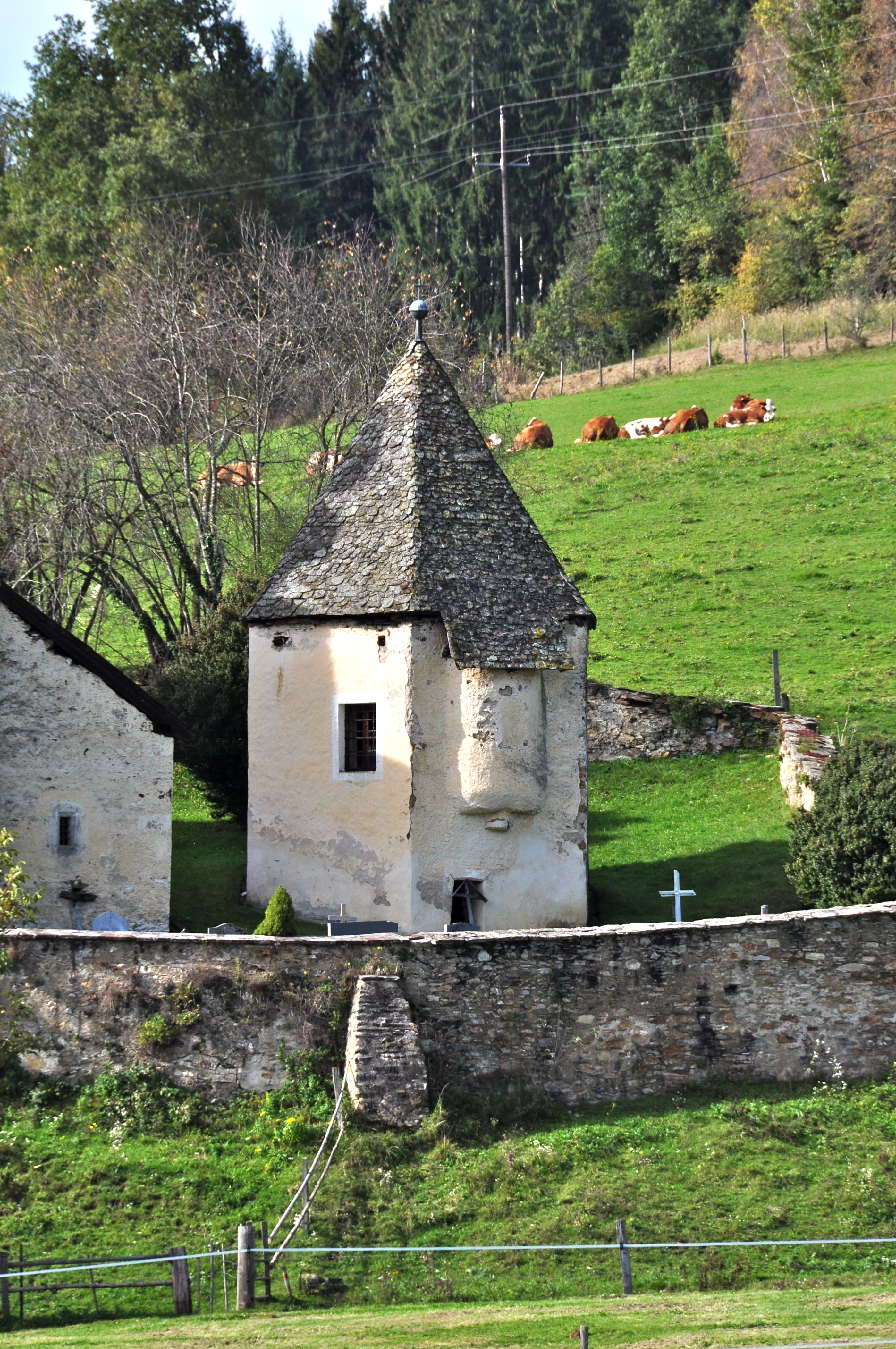
Frühgotischer Friedhofskarner

## Karner
Der Karner nordöstlich der Kirche wurde erstmals 1373 als St. Jörgenkapelle erwähnt. Es handelt sich um einen frühgotischen, sechseckigen Bau des 14. Jahrhunderts mit einer bauchigen, fensterlosen Erkerapsis, einem Klostergewölbe und einem Zeltdach. Im Untergeschoß ist das Beinhaus untergebracht.